# William Steinberg
William Steinberg (nombre completo: Hans Wilhelm Steinberg, Colonia, 1 de agosto de 1899 - Nueva York, 16 de mayo de 1978) fue un director de orquesta alemán.

## Biografía
Ya desde muy niño mostró una especial inquietud por todo lo relacionado con la música hasta el punto de formar una pequeña orquesta con coro a los trece años con la que dirigió sus primeras obras. Con amplios conocimientos adquiridos para la práctica del piano y del violín, Steinberg ingresó más tarde en el Conservatorio de Colonia para estudiar dirección bajo la tutela de Hermann Abendroth, graduándose en 1919 y conquistando el Premio Wüllner de dirección. 
Steinberg comenzó como segundo violinista en la Orquesta de Colonia para poco después ser nombrado por su maestro titular, Otto Klemperer, director asistente —sin sueldo alguno— hasta que en 1924 fue promocionado como principal director de la Orquesta de Colonia. Un año después, Steinberg se convertiría en director de la Ópera Alemana de Praga hasta 1929, fecha en la que se incorporó a la Ópera de Frankfurt en calidad de director musical. Allí Steinberg destacó con claridad por encima del que había sido su predecesor, Clemens Krauss. Por esas mismas fechas Steinberg pasó a ser un director muy requerido en la Ópera de Berlín y, gracias en parte a las elogiosas críticas dirigidas hacia su persona por un entonces joven Theodor W. Adorno, fue convirtiéndose en una respetada figura de la vida musical alemana a pesar de no poseer el carisma de un gran virtuoso del podio.
A consecuencia del advenimiento del régimen nazi en 1933, Steinberg fue despedido de su cargo en la Ópera de Frankfurt aunque se le permitió dirigir la Liga Cultural Judía, llegando a ser su director principal en la sección berlinesa de esta institución. Steinberg decidió abandonar Alemania en 1936 para dirigirse hacia Palestina como director de la Orquesta Filarmónica de Palestina (hoy llamada Orquesta Filarmónica de Israel), recientemente creada por su colega el violinista Bronisław Huberman. Allí Steinberg causó una grata impresión en Toscanini, quien le invitó a dirigir en EE. UU. la Orquesta Sinfónica de la NBC, de la que era titular. Steinberg tenía una personalidad musical muy afín a Toscanini como músico de precisión y alineado en la escuela objetivista de fidelidad a la partitura. En 1938 se traslada a Estados Unidos y desde junio de 1938 hasta finales de 1940, Steinberg fue el director asistente de la Orquesta de la NBC en sustitución de Artur Rodzinski. 
Más tarde con la ayuda de Fritz Busch, Steinberg comenzó a ampliar sus compromisos en EE. UU. y fue nombrado principal director invitado de la Orquesta Sinfónica de San Francisco entre 1944 y 1948. De igual manera, de 1945 a 1953 se unió a la Orquesta Sinfónica de Buffalo por recomendación de Toscanini, formación en la que incorporó a numerosos profesores procedentes de Europa. El prestigio adquirido en Buffalo hizo que en 1952 se le ofreciera la dirección de la Orquesta Sinfónica de Pittsburgh, que bajo su mandato se convirtió en una de las mejores orquestas norteamericanas del segundo nivel tras las Big Five (Chicago, Boston, Filadelfia, Cleveland y Nueva York). Steinberg permaneció al frente de dicha orquesta casi hasta el fin de sus días, aunque alternó esta labor con la director invitado de la Orquesta Filarmónica de Londres (1958-1960) y de la Orquesta Filarmónica de Nueva York (1966-1968). 
La culminación de su carrera llegó con la dirección titular de la prestigiosa Orquesta Sinfónica de Boston, entre 1969 y 1972, aunque ya aquejado de severos problemas de salud. A partir de 1972 se vio obligado a reducir al máximo sus actuaciones por su delicado estado de salud. Finalmente, el 16 de mayo de 1978 Steinberg falleció en Nueva York a la edad de 78 años.
William Steinberg nunca formó parte del star-system de la dirección orquestal a pesar de su nombramiento como director en Boston en 1969. Su estilo de dirección, sobrio y sencillo a un tiempo, reflejaba un moderado control gestual nunca dado a gratuitas exhibiciones. «Cuanto más se mueven otros directores sobre el podio, más quieto permanezco yo», solía comentar. Steinberg tuvo como referentes en el mundo de la dirección a Klemperer y Toscani; del primero supo asimilar su pasión por la música contemporánea mientras que del segundo la perspectiva objetivista de las interpretaciones. Su repertorio fue muy amplio, abarcando desde los compositores del primer romanticismo hasta los modernos, con especial atención a la música anglosajona. Además, fue un excepcional intérprete de la música de los grandes sinfonistas alemanes como Beethoven, Brahms, Bruckner y Mahler. Bastante maltratado por algunos influyentes críticos musicales de Boston y Nueva York, Steinberg nunca fue capaz de ser reconocido como una estrella de la dirección, en buena parte, por su desprecio hacia la crítica, su escasa predisposición a la promoción personal y la relación con los medios de comunicación.
William Steinberg tiene una estrella en el Paseo de la Fama de Hollywood.

## Discografía

### Orquesta Filarmónica de Búfalo
para Musicraft
- 1946: Dmitri Shostakóvich: Sinfonía n.º 7, Leningrado (primera grabación comercializada de la obra)

### Orquesta Sinfónica de Pittsburgh
para Everest Records
- 1960: Robert Russell Bennett: A Commemoration Symphony (based on works by Stephen Foster); A Symphonic Story of Jerome Kern.
- 1960: Johannes Brahms: Sinfonía n.º 4.
- 1960: George Gershwin: Rhapsody in Blue (con Jesús María Sanromá, piano), Un americano en París.

para Command Classics
- 1961: Johannes Brahms: Sinfonía n.º 2.
- 1961: Serguéi Rajmáninov: Sinfonía n.º 2.
- 1961: Johannes Brahms: Sinfonía n.º 1.
- 1961: Richard Wagner: El anillo de los nibelungos (selección).
- 1961: Ludwig van Beethoven: Sinfonía n.º 7.
- 1962: Johannes Brahms: Sinfonía n.º 3, Obertura trágica.
- 1962: Ludwig van Beethoven: Sinfonía n.º 4., Leonore Overture N.º 3
- 1962: Franz Schubert: Sinfonía n.º 3.
- 1962: Franz Schubert: Sinfonía n.º 8.
- 1963: Ludwig van Beethoven: Ludwig van Beethoven: Sinfonía n.º 3, Heróica.
- 1963: Richard Wagner: Preludios y oberturas
- 1963: Piotr Ilich Chaikovski: Sinfonía n.º 4.
- 1964: Ludwig van Beethoven: Sinfonía n.º 1, Sinfonía n.º 2.
- 1964: Giuseppe Verdi: Cuartetto en mi menor (orquestado por William Steinberg)
- 1964: Piotr Ilich Chaikovski: El cascanueces (suite)
- 1965: Johannes Brahms: Sinfonía n.º 4.
- 1965: Ludwig van Beethoven: Sinfonía n.º 5.
- 1965: Ludwig van Beethoven: Sinfonía n.º 6, Pastoral.
- 1966: Ludwig van Beethoven: Sinfonía n.º 9, Coral.
- 1966: Ludwig van Beethoven: Sinfonía n.º 8,
- 1966: Ígor Stravinski: Petrushka
- 1967: Maurice Ravel: Valses nobles y sentimentales.
- 1967: Antonín Dvořák: Scherzo capriccioso
- 1967: Hector Berlioz: Marcha Rákóczi
- 1967: Camille Saint-Saëns: Marcha militar francesa.
- 1967: Johann Strauss: Perpetuum mobile, Polca Tritsch Tratsch.
- 1967: George Gershwin: Porgy and Bess, Un americano en París.
- 1967: Aaron Copland: Primavera apalache, Billy the Kid.
- 1968: Dimitri Shostakóvich: Sinfonía n.º 1.
- 1968: Anton Bruckner: Symphony N.º 7, Overture in G Minor
- 1968: Robert Russell Bennett: The Sound of Music - Symphonic Picture, My Fair Lady - Symphonic Picture

### Orquesta Sinfónica de Boston
para RCA Victor
- 1969 Franz Schubert: Sinfonía n.º 9, La Grande.
- 1970 Camille Saint-Saëns: Danse macabre con Joseph Silverstein, violín
- 1970 Richard Strauss: Till Eulenspiegel's Merry Pranks, Op. 28
- 1970 Anton Bruckner: Symphony N.º 6
- 1970 Paul Dukas: The Sorcerer's Apprentice
- 1970 Igor Stravinsky: Scherzo fantastique, Op. 3; Scherzo a la Russe
- 1970 Felix Mendelssohn: Scherzo from Octet in E flat

para DGG
- 1970 Gustav Holst: The Planets
- 1971 Richard Strauss: Also sprach Zarathustra, Op. 30
- 1971 Paul Hindemith: Symphony: Mathis der Maler
- 1971 Paul Hindemith: Concert Music for Strings and Brass

### Grabaciones en vivo comercializadas
- 1946 Dmitri Shostakovich: Symphony N.º 7, Leningrado- Buffalo Philharmonic, Allegro Records
- 1965 Gustav Mahler: Symphony N.º 2, "Resurrection" - Orquesta Sinfónica de la Radio de Colonia y Coros, ICA Classics
- 1969 Wolfgang Amadeus Mozart: "Don Giovanni" Overture - Boston Symphony Orchestra Archives Release
- 1972 Anton Bruckner: Symphony N.º 8 - Boston Symphony Orchestra, BSO From the Broadcast Archives 1943-2000
- 1973 Ludwig van Beethoven: Missa Solemnis - Orquesta Sinfónica de la Radio de Colonia y Coros, ICA Classics

### Vídeos de conciertos comercializados
- Ludwig van Beethoven: Sinfonía n.º 7 (6 de octubre de 1970) y& Sinfonía n.º 8 (9 de enero de 1962); Joseph Haydn: Symphony N.º 55 (7 de octubre de 1969) - Boston Symphony Orchestra, ICA Classics DVD
- Anton Bruckner: Symphony N.º 8 (9 de enero de 1962) - Boston Symphony Orchestra, ICA Classics DVD